# Johann Adam Groß der Jüngere
Johann Adam Groß der Jüngere (* 27. September 1728 in Winnenden; † 24. Juni 1794 in Dettenhausen) war ein deutscher Architekt, Landbaumeister und Stadtplaner in Württemberg.

## Leben
Sein Vater, Johann Adam Groß der Ältere war der Sohn des Bürger- und Baumeisters Hans Michel Groß (1673–1760). 1757 wurde er Nachfolger seines Vaters als Landesbaumeister.
Als Städtebauplaner war er nach 1765 in Murrhardt, nach 1783 in Göppingen, nach 1783 in Neuenbürg, nach 1784 in Gültstein, nach 1785 in Liebenzell, nach 1787 in Nürtingen, nach 1789 in Tübingen und 1791 Weissach bei Leonberg an dem Wiederaufbau beteiligt.
1774 gehörte er zu den Gründungsmitgliedern der Freimaurerloge Zu den 3 Cedern in Stuttgart.

## Bauten und Entwürfe
- 1758–1760: Ludwigsburger Torhäuser
- 1765–1767: Stadtkirche Aalen
- 1777: Altes Rathaus in Rommelshausen[6]
- nach 1781: Umbau der reformierten Kirche zur Garnisonskirche am Marktplatz in Ludwigsburg, jetzt Katholische Kirche Zur Heiligsten Dreieinigkeit
- 1782: Johanneskirche in Rudersberg[7]
- 1788: Groß Sachsenheim: Grundriss von Einrichtung der Oberbeamtung Wohnung.[8]
- 1788: Pläne zur Stadtkirche Neuenbürg
- 1789–1790: Schulhaus am Lustnauer Kirchplatz 1 in Tübingen[9]